# Indywidualne Mistrzostwa Polski w Zapasach 2010

## Mistrzostwa Polski w Zapasach2010

### Kobiety
18. Mistrzostwa Polski – 7–8 maja 2010, Brójce – Trzciel

### Mężczyźni
- styl wolny

63. Mistrzostwa Polski – 30 kwietnia – 1 maja 2010, Krotoszyn
- styl klasyczny

80. Mistrzostwa Polski – 21–22 maja 2010, Żary

## Medaliści

### Kobiety
| Kategoria: | Złoto:                               | Srebro:                                  | Brąz:                                                                          |
| 48 kg      | Anna Łukasiak AZS-AWF Warszawa       | Małgorzata Świerk Zagłębie Wałbrzych     | Angelika Głąb Cement Gryf Chełm Aleksandra Michałek CSiR Dąbrowa Górnicza      |
| 51 kg      | Iwona Matkowska Agros Żary           | Julita Omilusik Heros Czarny Bór         | Marzena Grund Slavia Ruda Śląska Sara Jezierzańska Dąb Brzeźnica               |
| 55 kg      | Sylwia Bileńska Unia Racibórz        | Sandra Pachnik WLKS Siedlce              | Krystyna Guz Cement Gryf Chełm Małgorzata Kruza AZS-AWF Warszawa               |
| 59 kg      | Katarzyna Krawczyk Cement Gryf Chełm | Anna Zielińska Budowlani Łódź            | Marzena Horoszko MOSM Tychy Emilia Wołyńczuk Warmia Lidzbark Warmiński         |
| 63 kg      | Monika Michalik Orlęta Trzciel       | Justyna Niśkiewicz LKS Ceramik Krotoszyn | Paulina Grabowska Gwardia Warszawa Izabela Strzałka Slavia Ruda Śląska         |
| 67 kg      | Daria Osocka Agros Żary              | Klaudia Pilipczuk ZTA Zgierz             | Malwina Golczak Cement Gryf Chełm Małgorzata Zonenberg Heros Czarny Bór        |
| 72 kg      | Agnieszka Wieszczek Heros Czarny Bór | Anna Wawrzycka Cement Gryf Chełm         | Patrycja Howis Feniks Stargard Szczeciński Weronika Maleszka Cement Gryf Chełm |

### Mężczyźni

#### Styl wolny
| Kategoria: | Złoto:                                   | Srebro:                                | Brąz:                                                                  |
| 55 kg      | Adrian Hajduk Slavia Ruda Śląska         | Adam Bieńkowski AKS Białogard          | Łukasz Kowalski Spartakus Pyrzyce Adam Słowiński LKS Ceramik Krotoszyn |
| 60 kg      | Rafał Statkiewicz Grunwald Poznań        | Rafał Bieniek WKS Górnik Łęczna        | Krzysztof Bieńkowski AKS Białogard Robert Rogalewicz Grunwald Poznań   |
| 66 kg      | Adam Blok Grunwald Poznań                | Damian Jakóbczyk Suples Kraśnik        | Wojciech Sadowski AKS Białogard Andrzej Sokalski Slavia Ruda Śląska    |
| 74 kg      | Krystian Brzozowski WKS Górnik Łęczna    | Tomasz Jonkisz Slavia Ruda Śląska      | Szymon Brabański Slavia Ruda Śląska Krystian Misztal Suples Kraśnik    |
| 84 kg      | Radosław Marcinkiewicz WKS Górnik Łęczna | Maciej Balawender Grunwald Poznań      | Wojciech Olszak Gwardia Warszawa Radosław Siejak Grunwald Poznań       |
| 96 kg      | Mateusz Gucman Grunwald Poznań           | Kamil Wojciechowski Slavia Ruda Śląska | Radosław Baran Grunwald Poznań Bogdan Krzyżański Orzeł Namysłów        |
| 120 kg     | Bartłomiej Bartnicki WKS Górnik Łęczna   | Radosław Dublinowski AKS Białogard     | Arkadiusz Kordus Grunwald Poznań Krzysztof Swoboda ZTA Zgierz          |

#### Styl klasyczny
| Kategoria: | Złoto:                                   | Srebro:                             | Brąz:                                                                     |
| 55 kg      | Marcin Kunysz Cement Gryf Chełm          | Dawid Kareciński Pogoń Ruda Śląska  | Radosław Bierzanowski Cement Gryf Chełm Michał Tracz WKS Śląsk Wrocław    |
| 60 kg      | Edgar Melkumov Cartusia Kartuzy          | Dawid Ersetic Unia Racibórz         | Jakub Szczepaniak WKS Śląsk Wrocław Grzegorz Wanke ZKS Miastko            |
| 66 kg      | Sylwester Charzewski Cement Gryf Chełm   | Tomasz Świerk WKS Śląsk Wrocław     | Przemysław Kraczkowski WKS Śląsk Wrocław Mateusz Wanke Unia Racibórz      |
| 74 kg      | Julian Kwit WKS Śląsk Wrocław            | Łukasz Fafiński Olimpijczyk Radom   | Piotr Przepiórka Olimpijczyk Radom Jakub Tim Sobieski Poznań              |
| 84 kg      | Michał Jaworski AKS Piotrków Trybunalski | Damian Janikowski WKS Śląsk Wrocław | Michał Jóskowski Zagłębie Wałbrzych Jarosław Karbownik Granica Gdańsk     |
| 96 kg      | Przemysław Malinowski AZS-AWF Warszawa   | Marcin Olejniczak Sobieski Poznań   | Andrzej Deberny AKS Piotrków Trybunalski Seweryn Szreder AZS-AWF Warszawa |
| 120 kg     | Marek Mikulski Legia Warszawa            | Damian Fedorowicz Agros Żary        | Kamil Czechowski Granica Gdańsk Mariusz Nikel PTC Pabianice               |